# Skörthavsmandel
Skörthavsmandel (Laona pruinosa) är en havslevande snäckart som hör till släktet Laona och familjen Laonidae, inom gruppen bakgälade snäckor. Arten beskrevs av Clark 1827. I Catalogue of Life listas den under namnet Philine pruinosa i släktet Philine och familjen Philinidae. Arten är reproducerande i Sverige.